# Skat

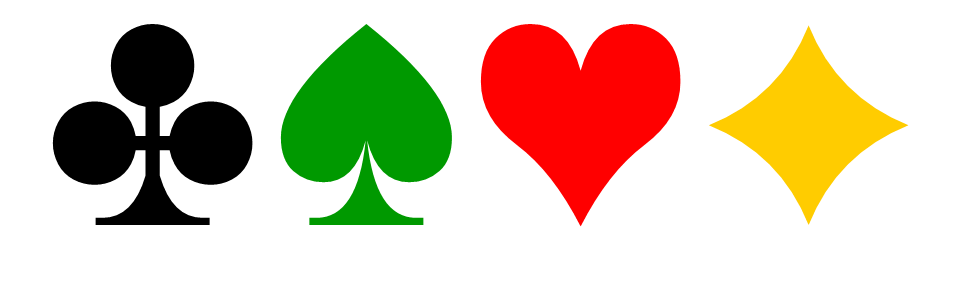
Barvy v balíčku francouzských karet používaných na turnajích v Německu

Skat je německá karetní hra pro tři osoby, oblíbená v zemi svého původu a regionálně v Polsku a Severní Americe. Hra vznikla v durynském Altenburgu kolem roku 1815 na základě různých tehdy populárních her, především bavorského šafkopfa, ale její pravidla byla nakonec sjednocena až v roce 1998.

## Oficiální pravidla hry

### Obecný obrys

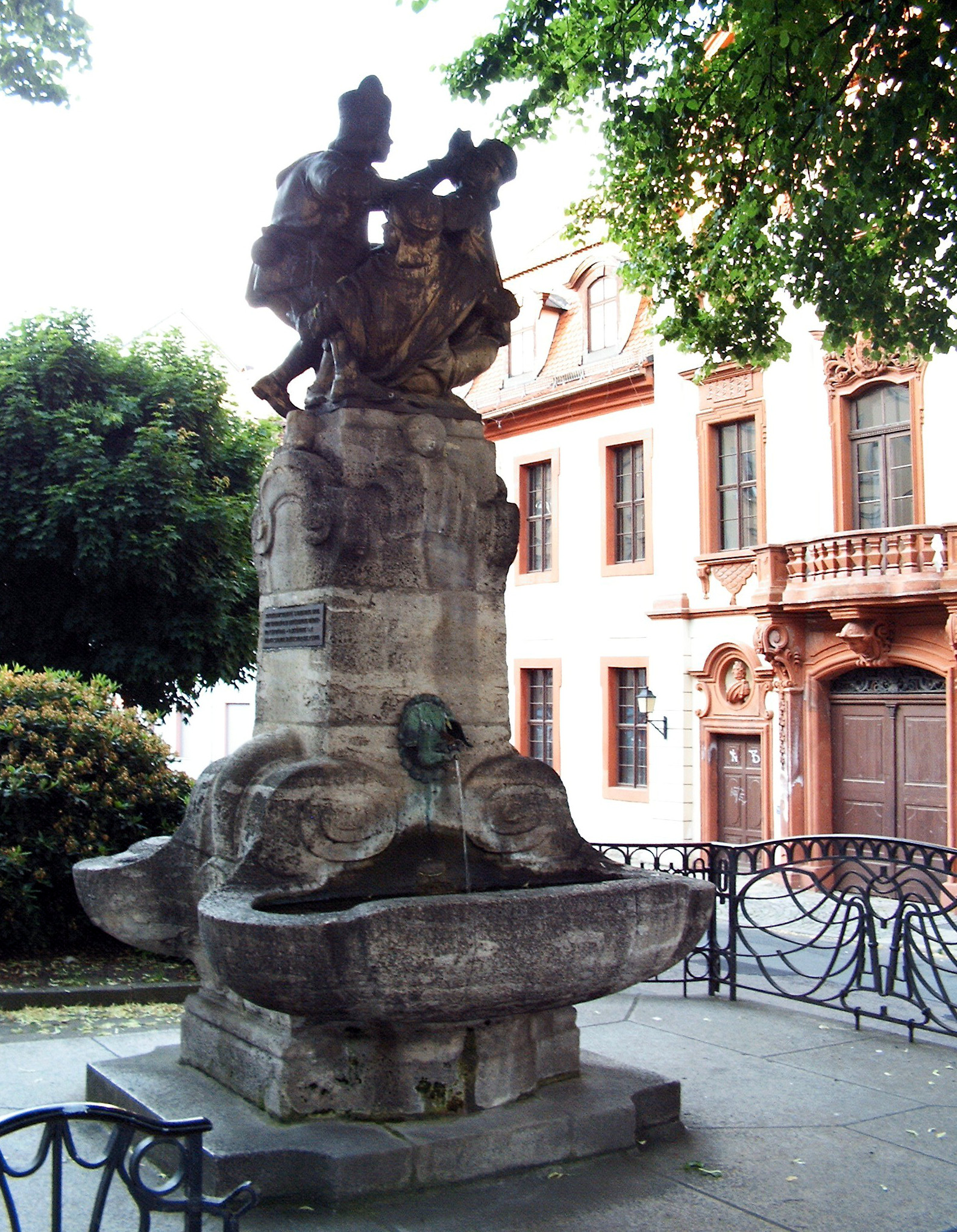
Fontána v Altenburgu zobrazující čtyři hádající se mladíky, z nichž každý představuje jednoho ze čtyř spodků.

Ve hře jsou tři účastníci, z nichž jeden – aktér nebo solista – hraje sám proti dalším dvěma, kteří se mu společně snaží zabránit v dosažení jeho cíle. Typ sehravky a zároveň její cíl si vždy vybírá aktér, ale každá je založena na sbírání zdvihů (štychů). Je možné hrát i ve čtyřech, ale čtvrtý hráč působí pouze jako rozdávající a čeká jeden tah.
Pro hru se používá jeden balíček 32 karet německého nebo francouzského typu od es po sedmičky. V celém balíčku je 120 bodů, případně bodů za jednotlivé karty. Eso má 11 bodů, král 4, svršek (dáma) 3, spodek 2, desítka 10 a ostatní karty jsou bezcenné.
Hra se skládá z následujících fází: rozdání karet, dražení (licitace), výběr sehravky, sehravka a stanovení skore.

### Rozdání
Každý hráč obdrží 10 karet. Před rozdáním karet musí rozdávající zamíchat balíček a předat ho hráči napravo, který musí umístit alespoň čtyři horní karty balíčku naspod. Rozdávání probíhá charakteristickým způsobem – po promíchání balíčku karty se rozdávají po směru hodinových ručiček v balíčcích po 3, 4 a 3 kartách. Desátá a jedenáctá karta se umístí doprostřed stolu jako titulní skat nebo talon, který vždy náleží aktérovi. V závislosti na pořadí, ve kterém jsou karty rozdány, jsou hráči označováni jako forhont, středak a zadak. V každé následující hře rozdává hráč, který byl forhont v předchozí. Ve hře tří hráčů rozdává zadak.

### Licitace

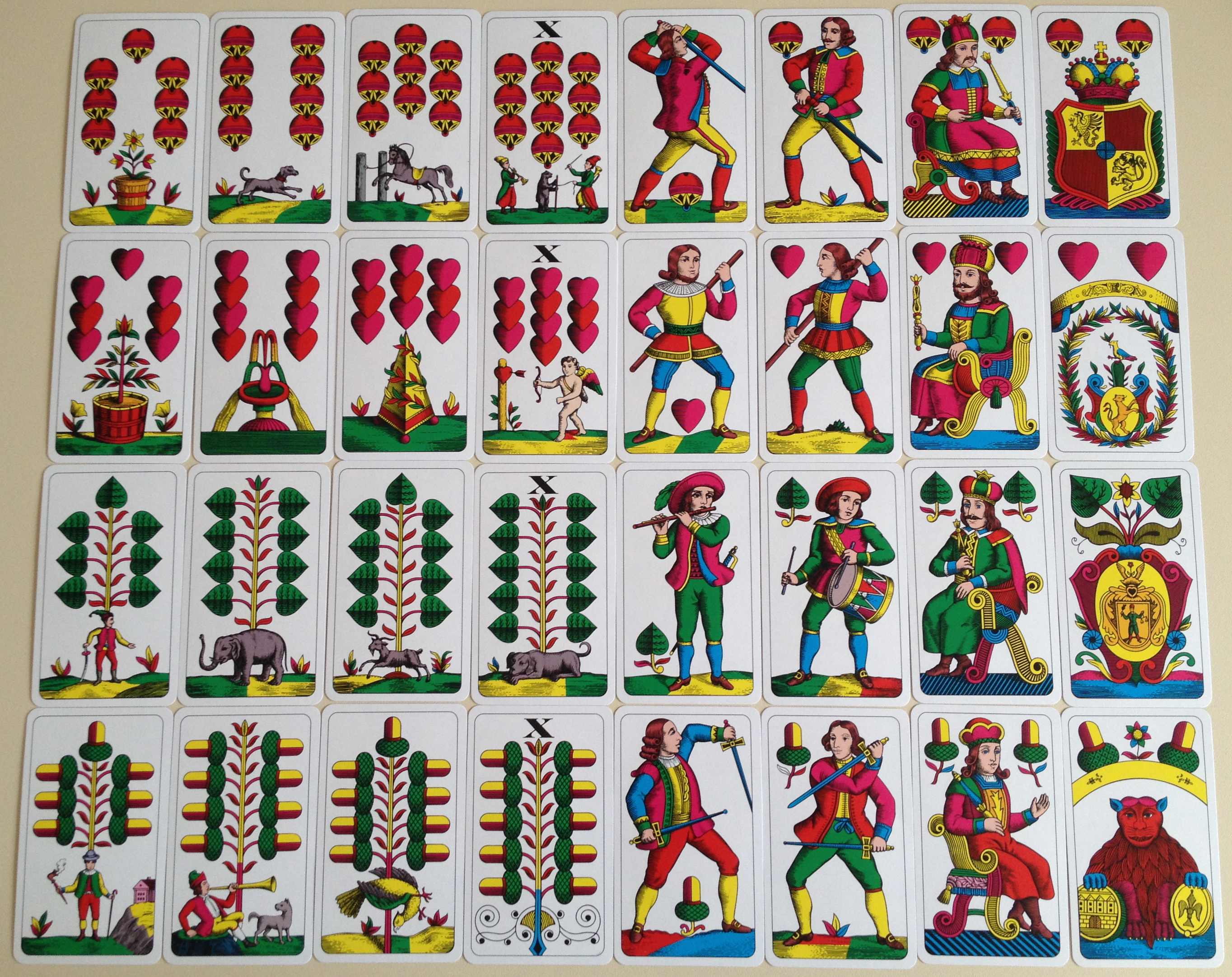
Mariášové české jednohlavé karty, které lze použivát také v skate.

Účelem licitace je volba aktéra, který je vždy vítězem. Na začátku se licitují forhont a středák, zatímco zadák se přidá, až když jeden z nich odstoupi. Dražení je založeno na otázkách o rostoucí hodnotě her. Středak se ptá, forhont odpoví a zadak se ptá toho, kdo zbyl. Otázky jsou vždy kladeny v tomto pořadí: 18, 20, 22, 23, 24, 27, 30, 33, 35, 36, 40, 44, 45, 46, 48, 50, 54, 55, 59, 60 atd. Je také možné přeskočit menší hodnoty a přímo požádat o větší.
Dražbu vyhrává hráč, který neřekl „Pas“. Pokud středak a zadak odstoupili, aniž by se zeptali na nějakou hodnotu, forhont buď řekne „18“ a stane se aktérem, nebo také řekne „Pas“. Pokud všichni tři hráči odstoupili (ramš), odehraje se následující hra.
Než si však aktér vybere typ sehravky, musí se rozhodnout pro skatu. Buď si může hrát „s pohledem“, tedy skat zkontrolovat a vyměnit libovolné dvě karty, nebo hrát „z ruky“ nebo „hand“, to je odložit ho bez pohledu a hrát se svými původními kartami. Poté si aktér vybere jeden ze tří typů sehravky – barvu, velikou (grand) nebo nulu.

### Barva a Grand
V těchto hrách je cílem aktéra získat více než polovinu bodů, což je minimálně 61. Pokud poražená strana získala maximálně 30 bodů, prohrává „šnajdr“ (jako krejčí), a pokud dodatečně nemá žádného zdvihu, prohrava „švarc“ nebo „šnajdršvarc“ (načerno). Hraje-li aktér z ruky, může kteroukoli z těchto situací ohlásit za předpokladu, že je určitým způsobem porazí. Místo ohlášení švarca může i aktér ohlásit otevřenou hru (ouvert, uvér), a odhalit své karty soupeřům za předpokladu, že vezme každý zdvih.
Pořadí karet každé barvy v obou těchto hrách je následující: eso, desítka, král, svršek (dáma), devítka, osmička, sedmička (A-10-K-Q-9-8-7), tak to běží podle počtu bodů pro danou kartu. Na druhou stranu jsou spodky vždycky trumfy, vždy v pořádku: žaludový, zelený, červený a kulový (křížový, pikový, srdcový a károvy). V barevních hrách trumfy jsou spodky a barva volená aktérem, která je vždy slabší než spodky. Ve hře grand trumfy jsou pouze spodky (dá se tedy říci, že je to jako pátá barevní hra, ale bez trumfové barvy). Body a trumfy ve skatu se také počítají do těch, které drží aktér.
Výsledek v těchto hrách se určí vynásobením základní hodnoty dané hry její úrovní, tedy součtem jejích vlastnosti. Herní úroveň je vždy minimálně dvě a skládá se z bodu za hru, bodů za vrcholy a bodů za nestálé doplňkové vlastnosti.
Základní hodnota velké hry je konstantní a v případě barevní hry závisí na zvolené barvě:
- Grand – 24
- Žaludy / Kříže (♣) – 12
- Zelení / Piky (♠) – 11
- Červení / Srdce (♥) – 10
- Kule / Káry (♦) – 9

Vrholy je to nepřerušovaný sled trumfů počítajících od nejstaršího po nejmladšího. Má-li herec nejstarší trumf (žaludového spodka), tak hraje „s vrcholy“, a jinak „bez vrcholů“. V prvním případě počítá po sobě jdoucí trumfy, a ve druhém počítá chybějící trumfy v pořadí. Aktér hraje „s jedním“, pak má žaludového spodka, ale nemá zeleného, to znamená, že má nejstarší trumf, ale postrádá druhý nejstarší. V opačné situaci hraje on „bez jednoho“. „Se dvěma“ aktér hraje pak má žaludového a zeleného, ale nemá červeného; opačně hraje „bez dvou“. Každý následující vrchol se počítá tímto způsobem. Pro každý prvek sledu se úroveň hry zvýší o jednu, takže hry například „se třemi“ a „bez tří“ stojí stejně. Ve hře grand jsou pouze čtyři trumfy, takže se dá pak hrát pouze „se čtyřmi“ nebo „bez čtyř“. V barevné hře je jedenáct trumfů, lze je tedy hrát maximálně „s jedenácti“ nebo „bez jedenácti“ (i když můžete mít v ruce deset karet, počítají se i trumfy v talonu). Kromě bodu pro hru jsou vrcholy jedinými stálými rysy hry, takže herní úroveň je vždy minimálně dva, a nejnižší herní hodnota je 18 (kule/káry na druhé úrovni – 9 × 2 = 18).
Bonusové vlastnosti se počítají následovně:
- hra z ruky: 1
- šnajdr: 1
- švarc: 2 (včetně bodu pro šnajdra)
- šnajdr ohlášený: 3 (včetně body pro šnajdra a hru z ruky)
- švarc s ohlášeným šnajdrem: 4
- švarc ohlášený: 5 (včetně body pro švarca a ohlášeného šnajdra)
- otevřená hra: 6 (včetně body pro ohlášeného švarca)

Příklad: Aktěr měl čtyři nejvyšší trumfy, to je všichni spodky. Rozhodl se hrát zelení a ohlásil šnajdra, ale vzal všechny zdvihy. Hrál se čtyřmi, pátý bod získal za hru, šestý za hru z ruky, sedmý za šnajdra, osmý za jeho ohlášení a devátý za švarca. Byla to tedy zelená hra na úrovni devět, takže její hodnota je 99 (11 × 9 = 99).

### Nula
V Nule je cílem aktéra nevzít žádného zdvihu. Trumfy a karetní body zde neexistují, a pořadí karet v každé barvě je: eso, král, svršek (dáma), spodek, 10–7 (A-K-Q-J-10-9-8-7). Nula je téměř totožná s mariášovým betlem. Také zde si aktér může vybrat otevřenou hru, ale výjimečně nemusí dodatečně hrát z ruky. Existují tedy čtyři možnosti hrani nuli, každá s jinou pevnou hodnotou: jednoduchá – 23, z ruky – 35, otevřená (nuluvér) – 46, otevřená z ruky (nuluvér z ruky) – 59.

### Sehrávka
Když herec odloží talon a vybere hru, začíná sehravka, to znamená sbírání zdvihu. Jako první vynáší forhont, a pak ten, kdo vzal předchozí zdvih. Každý musí ctít, ale nemusí přebíjet. Pokud je kartou vynášení trumf, ostatní musí také hrát trumf, a v opačném případě netrumfovou kartou barvy vynášení („trumf na trumf, barva na barvu“). Nelze-li ctít, pak lze zahrát jakoukoli kartu. Patří zdvih s trumfy tomu, kdo zahrál nejvyšší trumf, a bez trumfů tomu, kdo zahrál nejvyšší kartu barvy vynášení.

### Určení výsledku
Za vítězství získáva aktér tolik bodů, kolik stála hra, kterou skutečně odehrál. Za porážku' ztrácí sólista dvojnásobek této hodnoty.
Aktér prohrává, pokud nedosáhl svého cíle nebo když se úroveň hry sníží. To druhé je možné pouze tehdy, když hrál on bez vrcholů a ve skatu byl silnější trumf. Aby se této situaci předešlo, je třeba zvýšit úroveň hry například hraním z ruky nebo poražením soupeře šnajdr. Navíc, pokud je hodnota vítězné nabídky vyšší než hodnota hry vybrané aktérem, musí on hrát alespoň o jednu úroveň výše. Příklad: Aktér chce hrát žaludy, ale při dražení oznámil 30. Protože minimální hodnota pro hraní žaludů je 24 (12 × 2), musí je hrát alespoň na třetí úrovni (12 × 3 = 36).
Ve sportovním skatu se kromě běžného bodování používá také systém Seegera-Fabiana. Za vítězství získává sólista navíc 50 bodů. Za porážku ztratí dalších 50 bodů a každý z jeho protivníků získá 40 bodů (30, pokud jsou čtyři účastníci, a pak 30 bodů dostane i rozdávající).

### Seznam a význam hodnot
| Hodnota | Význam                |
| ------- | --------------------- |
| 18      | ♦ × 2                 |
| 20      | ♥ × 2                 |
| 22      | ♠ × 2                 |
| 23      | nula jednoduchá       |
| 24      | ♣ × 2                 |
| 27      | ♦ × 3                 |
| 30      | ♥ × 3                 |
| 33      | ♠ × 3                 |
| 35      | nula z ruky           |
| 36      | ♦ × 4; ♣ × 3          |
| 40      | ♥ × 4                 |
| 44      | ♠ × 4                 |
| 45      | ♦ × 5                 |
| 46      | nuluvér               |
| 48      | ♣ × 4; G × 2          |
| 50      | ♥ × 5                 |
| 54      | ♦ × 6                 |
| 55      | ♠ × 5                 |
| 59      | nuluvér z ruky        |
| 60      | ♥ × 6; ♣ × 5          |
| 63      | ♦ × 7                 |
| 66      | ♠ × 6                 |
| 70      | ♥ × 7                 |
| 72      | ♦ × 8; ♣ × 6; G × 3   |
| 77      | ♠ × 7                 |
| 80      | ♥ × 8                 |
| 81      | ♦ × 9                 |
| 84      | ♣ × 7                 |
| 88      | ♠ × 8                 |
| 90      | ♦ × 10, ♥ × 9         |
| 96      | ♣ × 8; G × 4          |
| 99      | ♦ × 11; ♠ × 9         |
| 100     | ♥ × 10                |
| 108     | ♦ × 12; ♣ × 9         |
| 110     | ♥ × 11; ♠ × 10        |
| 117     | ♦ × 13                |
| 120     | ♥ × 12; ♣ × 10; G × 5 |
| 121     | ♠ × 11                |
| 126     | ♦ × 14                |
| 130     | ♥ × 13                |
| 132     | ♠ × 12; ♣ × 11        |
| 135     | ♦ × 15                |
| 140     | ♥ × 14                |
| 143     | ♠ × 13                |
| 144     | ♦ × 16; ♣ × 12; G × 6 |
| 150     | ♥ × 15                |
| 153     | ♦ × 17                |
| 154     | ♠ × 14                |
| 156     | ♣ × 13                |
| 160     | ♥ × 16                |
| 162     | ♦ × 18                |
| 165     | ♠ × 15                |
| 168     | ♣ × 14; G × 7         |
| 170     | ♥ × 17                |
| 176     | ♠ × 16                |
| 180     | ♥ × 18; ♣ × 15        |
| 187     | ♠ × 17                |
| 192     | ♣ × 16; G × 8         |
| 198     | ♠ × 18                |
| 204     | ♣ × 17                |
| 216     | ♣ × 18; G × 9         |
| 240     | G × 10                |
| 264     | G × 11                |